# Caconemobius
Caconemobius là một chi côn trùng thuộc họ Gryllidae. Chi này có các loài sau:
- Caconemobius howarthi
- Caconemobius schauinslandi
- Caconemobius varius